# Ichud bnej ha-brit
Ichud bnej ha-brit (hebrejsky איחוד בני הברית‎, arabsky اتحاد أبناء العهد‎) je izraelská politická strana, která poprvé kandidovala ve volbách do Knesetu v dubnu 2019. Jedná se o arabskou křesťanskou stranu s určitou podporou Židů a muslimů.
Pro volby do Knesetu v září 2019 strana změnila název na ha-Tnu'a ha-nocrit ha-liberalit (hebrejsky התנועה הנוצרית הליברלית‎, arabsky لحركة المسيحية الليبرالية‎, doslova Liberální křesťanské hnutí). Pro volby do Knesetu v roce 2021 strana opět změnila svůj název.

## Historie
Strana Bnej ha-Brit ha-chadaša (doslova Synové Nového zákona), která se brzy přejmenovala na Bnej brit (doslova Spojenci), byla založena v roce 2013 s cílem zastupovat zájmy arabských křesťanů v Izraeli. Strana podporuje plnou integraci arabských křesťanů do izraelské společnosti, dvoustátní řešení a přijímání arabsky mluvících křesťanů do Izraelských obranných sil. Založil ji Bišára Šilján, námořní kapitán z Nazaretu, jeden ze zakladatelů Křesťanského fóra pro narukování a hlavní propagátor náboru křesťanů do Izraelských obranných sil. Jedním z důvodů založení strany je přesvědčení, že stávající arabské strany slouží převážně muslimským zájmům. Arabští křesťané v Izraeli jsou převážně melchitští řečtí a římskokatoličtí křesťané, kteří představují menšinu v rámci širší arabské populace země.
Zakladatel strany Bišára Šilján prohlásil, že chce na vrcholu hory v Nazaretu postavit 30,5 metru vysokou sochu Ježíše (po vzoru sochy Krista Spasitele v Riu de Janeiru). Podle jeho slov by socha měla zabránit erozi křesťanského dědictví Nazaretu. Křesťanská populace města v poměru k muslimské neustále klesá, přičemž křesťanští obyvatelé odcházejí do převážně židovských měst Nof ha-Galil, Šfar'am a Haifa.
Strana byla oficiálně představena ve volbách do Knesetu v dubnu 2019 pod názvem Ichud bnej ha-brit (doslova Unie spojenců). Strana si klade za cíl prosazovat rovnost mezi většinou a menšinami v duchu deklarace nezávislosti Státu Izrael. Ve svém televizním vysílání Šilján slíbil, že v rámci křesťansko-židovského úsilí učiní z Izraele námořní velmoc.
Strana kandidovala ve volbách do Knesetu v září 2019 pod novým názvem Liberální křesťanské hnutí a se stejným předsedou.